# لودیوین سنیه
لودیوین سَنیِه (فرانسوی: Ludivine Sagnier‎؛ زادهٔ ۳ ژوئیهٔ ۱۹۷۹) هنرپیشه و مانکن اهل فرانسه است. از فیلم‌هایی که وی در آن نقش داشته‌است می‌توان به سیرانو دو برژراک، هیولایی در پاریس، ۸ زن، پاریس، دوستت دارم، پیتر پن، غریزه جنایت، ناپلئون، حقیقت و بدل شیطان اشاره کرد.